# Bướm bạc núi Dinh
Bướm bạc núi Dinh, tên khoa học Mussaenda dinhensis, là một loài thực vật có hoa trong họ Thiến thảo. Loài này được Pierre ex Pit. mô tả khoa học đầu tiên năm 1923.